# Năng lượng điện
Năng lượng điện (chữ Anh: electrical energy), gọi tắt điện năng, là chỉ năng lực sử dụng điện nhằm mục đích sinh công bằng mọi hình thức. Điện năng không những là hình thái nguồn năng lượng kinh tế, thực dụng, sạch sẽ, hơn nữa dễ dàng kiểm soát và chuyển đổi, lại còn là một sản phẩm đặc thù do bộ, ban, ngành điện lực cung cấp cho các hộ gia đình sử dụng điện lực, và do ba bên phát - cấp - dùng cùng nhau bảo chứng chất lượng (nó có sẵn một số đặc trưng của sản phẩm đồng dạng, thí dụ như có thể được đo lường, dự kế, bảo chứng hoặc cải thiện).
Điện năng được ứng dụng rộng khắp ở các lĩnh vực như động lực, chiếu sáng, hoá học, dệt may, thông tin, phát thanh,... là động lực chủ yếu để cho khoa học - công nghệ phát triển và kinh tế nhân dân nhảy vọt. Điện năng đóng vai trò trọng đại trong đời sống của chúng ta.
Lợi dụng điện năng là dấu hiệu chủ yếu của cách mạng công nghiệp lần thứ hai, từ đó xã hội loài người bước vào thời đại điện khí. Điện năng là đại lượng vật lí biểu thị dòng điện làm ra bao nhiêu công, điện năng chỉ năng lực sử dụng điện nhằm mục đích sinh công bằng mọi hình thức (vì thế có lúc cũng gọi là công điện - electric work).

## Chủng loại
Điện năng chia làm điện năng dòng một chiều, điện năng dòng xoay chiều, điện năng tần số cao, điện năng tần số trung, điện năng tần số thấp,... Những loại điện năng này đều có thể chuyển đổi qua lại lẫn nhau.

## Chuyển đổi năng lượng
Điện năng sử dụng trong sinh hoạt thường ngày, chủ yếu đến từ chuyển đổi năng lượng hình thức khác, bao gồm thủy năng (phát điện dựa vào sức nước chảy), nhiệt năng (phát điện dựa vào sức lửa đốt), năng lượng kết hợp hạt nhân (điện hạt nhân), phong năng (phát điện dựa vào sức gió thổi), hoá năng (pin) và quang năng (pin Mặt Trời).
Điện năng cũng được chuyển đổi thành hình thức năng lượng khác cần thiết, thí dụ như nhiệt năng, quang năng, động năng,...
Điện năng có thể thực hiện truyền tải với khoảng cách xa, bằng hình thức hữu tuyến hoặc vô tuyến.

## Đơn vị
Đơn vị của điện năng là kilôwat giờ, kí hiệu là kW·h hoặc kWh. Trong vật lí học, đơn vị năng lượng hay dùng hơn là Joule, gọi tắt Jun, kí hiệu là J.
Quan hệ của chúng nó là: {\displaystyle 1kWh=3,6.10^{6}J}.
Công thức điện năng: {\displaystyle W=UIt=Pt}.
Căn cứ định luật Ohm {\displaystyle I={\frac {U}{R}}}, có thể tiến một bước suy ra: {\displaystyle W=I^{2}Rt={\frac {U^{2}}{R}}t}

## Chất lượng
Chất lượng điện năng là chất lượng của năng lượng điện trong hệ thống điện lực, định nghĩa của nó là: khái niệm của chất lượng điện năng đúng tiêu chuẩn đã quy định là chỉ điện lực cung cấp cho thiết bị nhạy cảm và hệ thống nối đất của thiết bị là thích hợp ngang nhau, nhất loạt đồng đều. Điện năng lí tưởng cho thiết bị đó làm việc bình thường cần phải là sóng sin đối xứng hoàn toàn. Một số nhân tố sẽ khiến cho hình sóng lệch khỏi sóng sin đối xứng, do đó ngay lập tức sản sinh vấn đề chất lượng điện năng. Một mặt chúng ta nghiên cứu tồn tại những nhân tố ảnh hưởng nào sẽ dẫn đến vấn đề chất lượng điện năng, một mặt khác chúng ta nghiên cứu làm thế nào loại bỏ những nhân tố này, từ đó khiến cho điện năng tiếp cận sóng sin ở mức độ lớn nhất.
Hàm nghĩa chữ "power" (điện lực, công suất điện,...) trong kĩ thuật điện là chỉ tốc độ truyền tải điện năng, nó tỉ lệ thuận với tích số của điện áp và dòng điện, vì nguyên do đó không thể định nghĩa khái niệm chất lượng của đại lượng vật lí này. Trên thực tế, hệ thống cấp điện chỉ đạt tới kiểm soát độ cao thấp của điện áp, không thể kiểm soát một phụ tải nào đó hấp thu bao nhiêu dòng điện, do đó đại đa số tình huống là thảo luận vấn đề chất lượng của điện áp. Tất nhiên, hệ thống lúc vận hành thực tế, giữa điện áp và dòng điện luôn luôn tồn tại mối quan hệ chặt chẽ, không thể chia cắt, mặc dù máy phát điện đã cung cấp điện áp gần như hình sin thuần tuý, nhưng dòng điện thông qua trở kháng hệ thống có thể hình thành nhiễu loạn điện áp lên tiếp điểm chung (PCC) cho nên khiến nó thay đổi, thí dụ như:
1. Dòng điện ngắn mạch có thể phát sinh sụt rớt điện áp hoặc tiêu trừ hoàn toàn;
2. Dòng điện sấm và sét đổ vào hệ thống phát sinh điện áp xung đột, hình thành mạng phóng điện ven rìa lớp cách điện thường xuyên, còn có thể dẫn đến phát sinh hiện tượng khác như chướng ngại ngắn mạch điện lực (short circuit fault);
3. Dòng điện dị biến do sóng hài đổ vào lúc chảy qua trở kháng hệ thống cũng khiến cho điện áp ở thanh nối điện phát sinh dị biến, hộ người dùng sử dụng điện lực khác trên thanh nối điện đó sẽ chịu điện áp sóng không sin.

Thông qua phân tích và thảo luận trên đây, chúng ta biết rằng việc nghiên cứu vấn chất lượng điện năng là do nhu cầu sản xuất của khu công nghiệp, hộ người dùng sử dụng điện lực thúc đẩy, nên tiêu chuẩn đánh giá, khảo lượng của khu công nghiệp, hộ người dùng cần phải chiếm lấy vị trí ưu tiên.